# ریمیتسه
ریمیتسه (به لاتین: Rymice) یک منطقهٔ مسکونی در جمهوری چک است که در ناحیه کرومیریژ واقع شده‌است. ریمیتسه ۵٫۵۱ کیلومتر مربع مساحت و ۵۶۲ نفر جمعیت دارد و ۲۱۰ متر بالاتر از سطح دریا واقع شده‌است.